# PostgreSQL
PostgreSQL é um sistema gerenciador de banco de dados objeto relacional (SGBD), desenvolvido como projeto de código aberto.

## Características
Hoje, o PostgreSQL é um dos SGBDs (Sistema Gerenciador de Bancos de Dados) de código aberto mais avançados, contando com recursos como:
- Consultas complexas;
- Chaves estrangeiras;
- Integridade transacional;
- Controle de concorrência multiversão;
- Suporte ao modelo híbrido objeto-relacional;
- Facilidade de Acesso;
- Gatilhos;
- Visões;
- Linguagem Procedural em várias linguagens (PL/pgSQL, PL/Python, PL/Java, PL/Perl) para Procedimentos armazenados;
- Indexação por texto;
- Estrutura para guardar dados Georreferenciados PostGIS.

## Histórico
O PostgreSQL é um dos resultados de uma ampla evolução que se iniciou com o projeto Ingres, desenvolvido na Universidade de Berkeley, Califórnia. O líder do projeto, Michael Stonebraker, um dos pioneiros dos bancos de dados relacionais, deixou a universidade em 1982 para comercializar o Ingres, porém retornou a ela logo em seguida.
Após seu retorno a Berkeley, em 1985, Stonebraker começou um projeto pós-Ingres com o objetivo de resolver problemas com o modelo de banco de dados relacional. O principal problema era a incapacidade do modelo relacional compreender “tipos” (atualmente, chamados de objetos), ou seja, combinações de dados simples que formam uma única unidade.
O projeto resultante, chamado Postgres, era orientado a introduzir a menor quantidade possível de funcionalidades para completar o suporte a tipos. Estas funcionalidades incluíam a habilidade de definir tipos, mas também a habilidade de descrever relações - as quais até este momento eram amplamente utilizadas, mas completamente mantidas pelo usuário. No Postgres, o banco de dados "compreendia" as relações e podia obter informações de tabelas relacionadas utilizando regras.
Iniciando em 1986, a equipe divulgou uma série de documentos descrevendo a base do sistema e em 1988 o projeto possuía um protótipo funcional. A versão 1 foi liberada para um grupo pequeno de usuários em junho de 1989, seguida pela versão 2 com um sistema de regras reescrito em junho de 1990. Para a versão 3, liberada em 1991, o sistema de regras foi reescrito novamente, mas também foram adicionados suporte para múltiplos gerenciadores de armazenamento e um melhorado motor de consultas. Já em 1993, Postgres havia crescido imensamente em popularidade e possuía uma grande demanda por suporte e por novas funcionalidades. Após a liberação da versão 4, a qual era uma simples versão de limpeza, o projeto foi oficialmente abandonado pela Universidade de Berkeley.
Entretanto, devido ao fato do seu código fonte estar sob uma licença BSD, o seu desenvolvimento foi continuado. Em 1994, dois estudantes , Andrew Yu e Jolly Chen, adicionaram um interpretador SQL para substituir a linguagem QUEL (desenvolvida para o Ingres) e o projeto foi renomeado para Postgres95. Com a divulgação de seu código pela Internet, Postgres95 iniciou uma nova vida como software open source.
Em agosto de 1996, Marc Fournier, Bruce Momjian e Vadim B. Mikheev lançaram a primeira versão externa da Universidade de Berkeley e deram início à tarefa de estabilizar o código herdado. Também em 1996, o projeto foi renomeado para PostgreSQL a fim de refletir a nova linguagem de consulta ao banco de dados: SQL. A primeira versão de PostgreSQL, a 6.0, foi liberada em janeiro de 1997. Desde então, um grupo de desenvolvedores e de voluntários de todo o mundo, coordenados pela Internet, têm mantido o software e desenvolvido novas funcionalidades.
As principais características acrescentadas nas versões 6.x são o en:MVCC (Multiversion Concurrency Control – Controle de Concorrência Multiversões), melhorias no SQL e novos tipos de dados  nativos (novos tipos de datas e hora e tipos geométricos).
Em maio de 2000 foi liberada a versão 7.0. As versões 7.x trouxeram as seguintes novas funcionalidades: Write-Ahead Log (WAL), esquemas SQL, outer joins, suporte a IPv6, indexação por texto, suporte melhorado a SSL e informações estatísticas do banco de dados.
A versão 8.0 foi lançada em janeiro de 2005 e entre outras novidades, foi a primeira a ter suporte nativo para Microsoft Windows (tradicionalmente, o PostgreSQL só rodava de forma nativa em sistemas Unix e, em sistemas Windows - através da biblioteca Cygwin). 
Dentre as muitas novidades da versão 8.x, pode-se destacar o suporte a tablespaces, savepoints, point-in-time recovery, roles e Two-Phase Commit (2PC). Em setembro de 2010 foi lançada a versão 9.0.

## Desenvolvimento do Projeto
O PostgreSQL é um projeto open source coordenado pelo PostgreSQL Global Development Group. Embora as atividades do grupo sejam patrocinadas por diversas organizações de todo o mundo, seu modelo de desenvolvimento é o modelo Bazar (originalmente apresentado em A Catedral e o Bazar de Eric S. Raymond).
Portanto, o desenvolvimento do PostgreSQL é feito por um grupo de desenvolvedores, em sua maioria voluntários, espalhados por todo o mundo e que se comunicam via Internet. Logo, trata-se, de um projeto direcionado pela comunidade de desenvolvedores e de usuários, a qual qualquer pessoa pode se juntar, bastando se inscrever em listas de discussão e participar delas.
Voluntários interessados em contribuir com o projeto também podem consultar as sugestões de tarefas de desenvolvimento de novas funções e de correções de erros que são publicadas na lista TODO ou apresentar suas próprias sugestões. O código desenvolvido é submetido à equipe do projeto que pode aceitá-lo e incluí-lo nas novas versões ou recusá-lo. Voluntários também podem colaborar gerando documentação ou realizando traduções.
As ferramentas utilizadas para o apoio ao desenvolvimento são Git, listas de discussão, servidor de news e salas de bate-papo (IRC). Ateriormente era utilizado o sistema de gestão de fontes CVS (Concurrent Version System).

## Estruturas de Decisão
O Projeto PostgreSQL é desenvolvido e direcionado pela sua comunidade de desenvolvedores e de usuários. Para coordenar o projeto há uma equipe central (core team) composta por sete desenvolvedores e um grupo de committers CVS. O código fornecido por voluntários é avaliado e aceito ou rejeitado pelos committers.
Este modelo de desenvolvimento de software, baseado no modelo Bazar originalmente apresentado em A Catedral e o Bazar de Eric S. Raymond, possibilita o desenvolvimento de software com qualidade devido, principalmente, a permitir:
- Tratar usuários como parceiros e/ou desenvolvedores. Eles contribuem diretamente com o desenvolvimento do software apresentando os problemas enfrentados, suas necessidades, suas sugestões de solução e, até mesmo, seu próprio código fonte de solução. Assim, usuários auxiliam de forma pró-ativa nas melhorias e na depuração do software.
- Reutilizar código fonte.
- Lançar rapidamente e frequentemente novas versões. Com uma base ampla de usuários testadores do software, os eventuais problemas são rapidamente identificados e sugestões de solução também aparecem com rapidez.

## Estado Atual
Além de doações, o projeto PostgreSQL se sustenta pelo patrocínio de diversas empresas, entre as quais se destacam: Fujitsu, Hub.Org, NTT Group, Red Hat, Skype e SRA.
O software tem adquirido prestígio na comunidade Linux, tendo recebido diversas vezes o prêmio Linux Journal Editor's Choice de melhor sistema de gerenciamento de banco de dados (SGBD).
Uma diversidade de módulos adicionais está disponível através do pgfoundry.
A aceitação do PostgreSQL tem se ampliado para além da comunidade de código aberto. Há entre os seus usuários grandes empresas internacionais, órgãos governamentais de vários países e universidades de prestígio mundial. Existe uma lista dos principais usuários no Brasil e no mundo e, também, há alguns estudos de caso de aplicações que utilizam o PostgreSQL.